# Context Arxivístic Codificat
Context Arxivístic Codificat – cossos corporatius, persones i famílies (EAC-CPF) és un estàndard de XML per codificar informació sobre els creadors de materials arxivístics – i.e., una organització, persona o familia - incloent les seves relacions a (1) recursos (llibres, col·leccions, papers, etc.) I (2) altres organitzacions, persones i famílies. L'objectiu és proporcionar informació contextual pel que fa a les circumstàncies de creació i ús dels documents. EAC-CPF es pot utilitza conjuntament amb la Descripció Arxivística Codificada (EAD) per millorar les capacitats d'EAD en la codificació d'ajuts a la cerca, però també pot ser utilitzat conjuntament amb altres estàndards o per la codificació de fitxers d'autoritats autònoms.
EAC-CPF està definit en una definició de tipus del document així com en un esquema XML i un esquema Relax NG. Els elements EAC-CPF reflecteixen l'estàndard ISAR (International Standard Archival Authority Record) i l'ISAD (General International Standard Archival Description), dos estàndards gestionats pel Consell Internacional d'Arxius.
EAC-CPF ha estat i està sent provat en diverses institucions, com el Projecte de la Unió Europea LEAF (Linking and Exploring Authority Files), finançat entre 2001 i 2004.
Els primers esborranys del grup de treball Ad Hoc EAC-CPF van ser al llarg del 2004. L'agost del 2009 es va publicar per rebre comentaris abans de la publicació completa de l'estàndard l'any 2010.